# Eduardo Chicharro y Agüera
Eduardo Chicharro y Agüera, né le 18 juin 1873 à Madrid et mort le 24 mai 1949 dans la même ville, est un peintre espagnol. Il a travaillé dans différents genres. Son fils est le poète Eduardo Chicharro Briones.

## Biographie
Son père est artisan et vitrier. Bien qu'il soit mort alors qu'Eduardo n'avait que deux ans, sa passion pour l'art a laissé une marque que la mère d'Eduardo a encouragé. Alors qu'il est encore très jeune, il commence les cours à l'École des Arts et Métiers ; puis, à l'âge de quinze ans, entre à l'Académie royale des beaux-arts Saint-Ferdinand, où il est l'élève de Joaquín Sorolla, Manuel Domínguez Sánchez et Carlos de Haes. Il citera plus tard De Haes comme l'influence majeure sur son style.
Il participe à de nombreuses expositions, tant nationales qu'internationales. En 1896, il reçoit une mention honorable à l'Exposition nationale des beaux-arts et, en 1899, un prix de deuxième classe pour les Uveras (« Vendeurs de raisins »). En 1900, grâce à une bourse, il peut étudier à l'Académie d'Espagne à Rome.
En 1904, il reçoit un prix de première classe à l'Exposition nationale pour « Le poème d'Arminda et Rinaldo », une œuvre en trois panneaux représentant des personnages de La Jérusalem Délivrée de Torquato Tasso. Cette même année, il épouse María Briones et part vivre à Ávila. Il reçoit un autre prix de première classe en 1908 pour « Les Trois Femmes ». Ses expositions internationales comprenaient des expositions à Munich et à Liège.
En 1910, il fonde l'Asociación de Pintores y Escultores et en est le premier président. Deux ans plus tard, l'Asociación crée un « Salón de otoño » annuel, sur le modèle du Salon d'Automne de Paris, qui avait été créé en 1903.
Toujours en 1912, il est nommé directeur de l'Academia Española de Bellas Artes de Roma (es), la branche italienne de l'Académie royale des beaux-arts Saint-Ferdinand. Sa famille et lui resteront à Rome jusqu'en 1925. Là-bas, il développe un intérêt pour la culture indienne et les œuvres de Rabindranath Tagore ; produisant ce qu'il considérait comme l'une de ses plus belles œuvres, « La Tentation de Bouddha ».
En 1926, Pygmalion de Chicharro y Agüera est présenté par le gouvernement espagnol au Bureau international du travail à Genève. Plus tard en 1936, le tableau est placé dans la salle des correspondants du Centre William Rappard, mais le sous-directeur du BIT, Harold Butler, demanda qu'il soit retiré. Refusant de la décoller du mur pour éviter tout dommage, l'architecte Georges Epitaux recouvre la toile de panneaux de bois. Soixante et onze ans plus tard, Pygmalion est redécouvert en 2007 et à nouveau présenté au public,,.
De retour à Madrid, il travaille comme professeur à l'Escuela Superior de Bellas Artes. Au début de la Seconde République espagnole, il est nommé inspecteur général de l'École des arts et métiers et, en 1934, en devient le directeur. Pendant la guerre civile espagnole, il vit avec son ami le peintre Luis Gallardo Pérez (es), qui l'influence pour égayer sa palette de couleurs. À la fin de la guerre, il reprend ses positions antérieures. Il reçoit l'Ordre civil d'Alfonso X, le Sage en 1944.